# Dungeon Hunter: Alliance
Dungeon Hunter: Alliance (in Japan: Dark Quest: Alliance) ist ein Action-Rollenspiel von Gameloft Montreal für PlayStation 3, PlayStation Vita und Mac OS. Es handelt sich um ein Remake von Gamelofts 2009 veröffentlichten iOS-Spiel Dungeon Hunter. Ab 2011 brachte das Unternehmen das Spiel für PlayStation 3, PlayStation Vita und Mac OS auf den Markt. Für die Vita gehörte es zu den Launchtiteln bei Verkaufsstart und wurde hierfür in Kooperation mit Ubisoft veröffentlicht.

## Handlung und Spielprinzip
Das Spiel kann allein oder kooperativ mit bis zu drei Mitspielern gespielt werden und wird aus einer unveränderbaren Perspektive von schräg präsentiert. Die Handlung, die sich in elf Akte unterteilt, dreht sich um einen verstorbenen König – den männlichen Spielercharakter – der von einer Fee wiederbelebt wird und sein Reich vor der Bedrohung durch seine untote Ehefrau bewahren muss.
Es stehen drei Charakterklassen zur Auswahl (Kämpfer, Magier, Schurke), aus denen der Spieler seine Spielfigur auswählen kann. Die Charaktere können in ihren Attributen und Fertigkeiten verbessert werden. Eine optische Anpassung ist mit Ausnahme über die angelegte Ausrüstung nicht möglich. Kern des Spiels sind actionreich inszenierte Kämpfe gegen meist zahlenmäßig überlegene Gegner. Für das Töten erhält der Charakter Erfahrungspunkte und Beutegegenstände. Letztere können selbst genutzt oder verkauft werden, um mit dem erhaltenen Geld andere Ausrüstungsgegenstände zu erwerben.
Auf PlayStation 3 wird die Bewegungssteuerung Move und auf PlayStation Vita das integrierte Touchpad unterstützt, der Mehrspieler-Modus war sowohl online als auch lokal verfügbar.

## Rezeption
Das Spiel erhielt gemischte bis negative Kritiken. Dabei wurde dem Spiel meist ein in seinen Grundzügen durchaus zufriedenstellendes Spielprinzip testiert.

„Unterhaltsamer Diablo-Klon für bis zu vier Beutejäger, der leider mit technischen Gebrechen und spielerischen Einschränkungen zu kämpfen hat.“

Generell konnten allerdings die alternativen Steuerungsmethoden weder in der PS3-, noch der Vita-Fassung überzeugen. Insgesamt sei dem Spiel seine Smartphone-Vergangenheit negativ anzumerken.

“Gameloft's strategy of copying other studios' hits has worked before and the core game here was a worthwhile clone back on the iPhone two years ago -- but playing it on the PS3 now feels out of place. The extras that have been tacked on to sell this version as a new experience all fall flat, or, worse, just don't work. You'll never forget for a minute that you're playing a game not originally meant for PlayStation […]”

„Gamelofts Strategie, die Hits anderer Studios zu kopieren, mag früher funktioniert haben und das Kernspiel hier war auf dem iPhone vor zwei Jahren ein lohnenswerter Klon – auf der PS3 fühlt es sich aber mittlerweile deplatziert an. Die Extras, die dieser Version zugefügt wurden, um es als neue Erfahrung verkaufen zu können, fallen flach aus oder funktionieren im schlimmsten Fall einfach nicht. Zu keinem Zeitpunkt verfliegt der Eindruck, ein Spiel zu spielen, das ursprünglich nicht für PlayStation gedacht war […]“

Die Vita-Fassung wurde hingegen wegen ihres im Vergleich zur PS3-Fassung deutlich höheren Verkaufspreises kritisiert. Die PS3-Fassung wurde am 12. April 2011 für 12,99 US-Dollar über das PlayStation Network veröffentlicht. Die Vita-Fassung ging dagegen als Vollpreis-Titel mit 40 Dollar zum Verkaufsstart der Konsole im Februar 2012 in den Handel, die Download-Fassung kostete zum 14. Februar 2012 35,99 Dollar.

“Compared to some of the games that it has decided to price itself against, Dungeon Hunter: Alliance looks absolutely pitiful. Sitting this next to Uncharted, Army Corps of Hell or even Ubisoft’s own Lumines, exposes Alliance for the cheap, nasty, outdated and outclassed little con job that it is. Expensive at a quarter of the price, this embarrassing waste of space has no business pretending to be a full retail game, and doesn’t deserve to be on the PlayStation Vita.”

„Verglichen mit einigen der Spiele, in deren Preiskategorie es entschieden hat mitzuspielen, sieht Dungeon Hunter: Alliance absolut erbärmlich aus. Neben Uncharted, Army Corps of Hell oder sogar Ubisofts eigenem Lumines entpuppt sich Alliance schnell als der billige, scheußliche, veraltete und unterklassige kleine Betrüger, der es ist. Diese peinliche Platzverschwendung, die selbst für ein Viertel des Preises immer noch zu teuer wäre, hat kein Recht sich als vollwertiger Titel auszugeben und nicht verdient, auf der PlayStation Vita zu sein.“

2011 war die PS3-Fassung auf Platz 5 der meistverkauften PSN-Spiele, die ausschließlich digital veröffentlicht wurden. Bei den PSN Gamers’ Choice Awards 2012 gewann es in der Kategorie „Bestes PlayStation-Move-Spiel“.